# Craig Jones (roadracingförare)
Craig Jones, född 16 januari 1985 i Crewe, Cheshire, död 4 augusti 2008 på Royal London Hospital, Whitechapel, Tower Hamlets, London, var en brittisk roadracingförare.

## Roadracingkarriär
Jones tävlade i Supersport-VM för Honda. Den 3 augusti 2008 kraschade Jones på Brands Hatch på den snabba startrakan. Andrew Pitt låg precis bakom och hade inte en chans att väja, utan träffade Jones i bakhuvudet. Jones avled till följd av skadorna.